# Helicella stiparum
Helicella stiparum es una especie de molusco gasterópodo de la familia Hygromiidae en el orden de los Stylommatophora.

## Morfología
Es un caracol de concha sólida, opaca y de color blanco o con manchas dorsales y bandas ventrales oscuras. Ombligo redondo, profundo y abierto. 

## Distribución geográfica
Es  endémica de la provincia de Almería, España, desde los llanos del campo de Dalías hasta el sur oeste de la depresión de Níjar, en zonas del parque natural de Cabo de Gata-Níjar, Paraje Natural de Punta Entinas-Sabinar, y en localidades de los términos municipales de Almería, El Ejido, Benahadux, Berja y Viator.

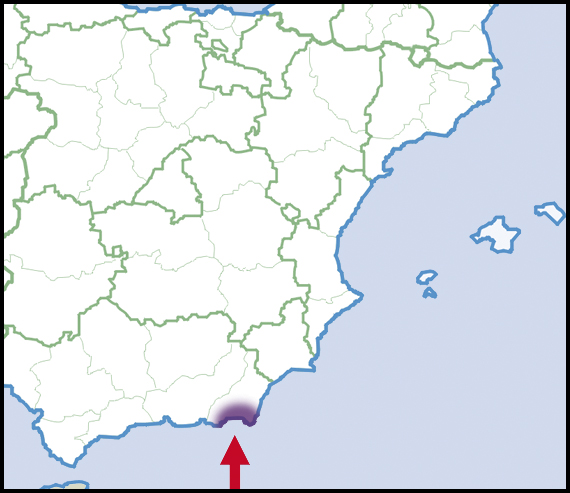
Distribución geográfica, Almería.

## Hábitat y biología
Vive en zonas esteparias de influencia litoral. Suelos secos de vegetación xerófila. Pequeños acantilados costeros, zonas arenosas y dunas litorales.